# 아크솔루션스
스피어파워(Sphere Power Inc.)는 대한민국의 바이오 기업이다. 본사는 서울특별시 강남구 봉은사로 218, 8층 (역삼동,케이에이치타워)에 위치해 있다. 대표이사 이재현이다.

## 투자
금화티아이와 금화자산개발이 회사에 주식을 취득하였다 매각한 적이 있으며 상상인인더스트리 지분 투자를 한 적이 있다

## 역사
2023년 7월 프로스테믹스에서 현재의 사명으로 변경하였다

## 논란
2023년 전환사채와 제3자배정 유상증자를 공시하기 전에 주가가 가파르게 뛰면서 미공개 정보가 유출되어 주식을 미리 매수해 부당 이득을 챙긴 것이 아니냐는 의혹이 제기된 적이 있다

## 상장
2015년 코스닥 시장에 상장하였다.

## 같이 보기
- 상상인인더
- 라이프시맨틱스

## 참고 문헌
1. ↑  김건우, 스피어파워, 주가조작·소송전·셀프배정 논란의 연결고리, 파이낸셜투데이, 2024.04.23
2. ↑  스피어파워 2대주주 금화티아이, 60억원 규모 장내 매도로 차익실현, 디지털투데이, 2024.03.28
3. ↑  스피어파워, (주)상상인인더스트리 주식 취득 결정, 매일경제, 2024.03.26
4. ↑  이권구, 프로스테믹스, 상호 '스피어파워'로 변경...기업 이미지 제고, 팜뉴스, 2023.06.27
5. ↑  김경택, 대규모 자금조달 미리 알았나…프로스테믹스 논란, 뉴시스, 2023.06.01